# ЭКСПО 2017
ЭКСПО-2017 — международная специализированная выставка под эгидой Международного бюро выставок (МБВ), прошедшая в столице Казахстана городе Астане с 10 июня по 10 сентября 2017 года. Тема выставки — «Энергия будущего». В ЭКСПО-2017 приняли участие 115 государств и 22 международных организаций. Выставку посетили около 4 млн человек, из которых полмиллиона приехали из других стран.
Главным объектом выставки, в котором располагался павильон Казахстана стало сферическое здание «Нур Алем» (каз. Светлый мир) высотой 100 метров и диаметром 80 метров. После окончания выставки ЭКСПО-2017 «Нур Алем» продолжил работать в качестве музея.

## Выбор города
10 июня 2011 года в Париже в штаб-квартире Международного бюро выставок комиссар Международной специализированной выставки ЭКСПО-2017 Рапиль Жошыбаев встретился с Генеральным секретарем МБВ Винсенте Гонсалесом Лоссерталесом и передал официальную заявку Казахстана, подписанную премьер-министром республики.
В итоге, заявки на проведение ЭКСПО-2017 подали столица Казахстана — Астана и бельгийский Льеж.
| Город  | Страна    | Тема |
| ------ | --------- | --- |
| Астана | Казахстан | Future Energy (Энергия будущего)                                                                                 |
| Льеж   | Бельгия   | Connecting the World, Linking People, Better Living Together (Соединяя мир, связывая людей, лучшая жизнь вместе) |

В результате тайного голосования на 152-й Генеральной ассамблее Международного бюро выставок столица Казахстана, Астана, набрав большинство голосов (103 голоса из 161), опередила бельгийский город Льеж (44 голосов) и была объявлена местом проведения «ЭКСПО-2017».

## Строительство объектов ЭКСПО

Сфера «Нур Алем»

На проведение EXPO-2017 из республиканского бюджета Казахстана выделено 2,1 млрд долларов (565,1 млрд тенге).
Строительство объектов ЭКСПО осуществлялось за счет принимаемой стороны. Более 100 компаний, включая Zaha Hadid Architects, UNStudio, Snøhetta, HOK и Coop Himmelb(l)au, приняли участие в Международном архитектурном конкурсе на лучшую эскиз-идею выставочного комплекса ЭКСПО-2017. Победителем стала компания из Чикаго Adrian Smith + Gordon Gill Architecture. Основная работа по проекту была выполнена швейцарской компанией IT-Engineering.
Несколько местных и международных строительных компаний получили договоры по ведению работ. Главными подрядными организациями, выполнившими строительную часть, стали Mabetex Group, АО «Сембол», ТОО «СК Базис-А», ТОО «АБК Курылыс-1», ТОО «Turquaz-YDA Stroy» и ТОО «СРЕДАЭНЕРГОСТРОЙ». Финансирование данного проекта выполнено правительством Республики Казахстан и некоторыми частными инвесторами, такими как ТОО «Plast Invest Production», ТОО «Sonik Company», ТОО «ПолимерМеталл-Т» и ТОО «Алюгал».

## Проведение выставки

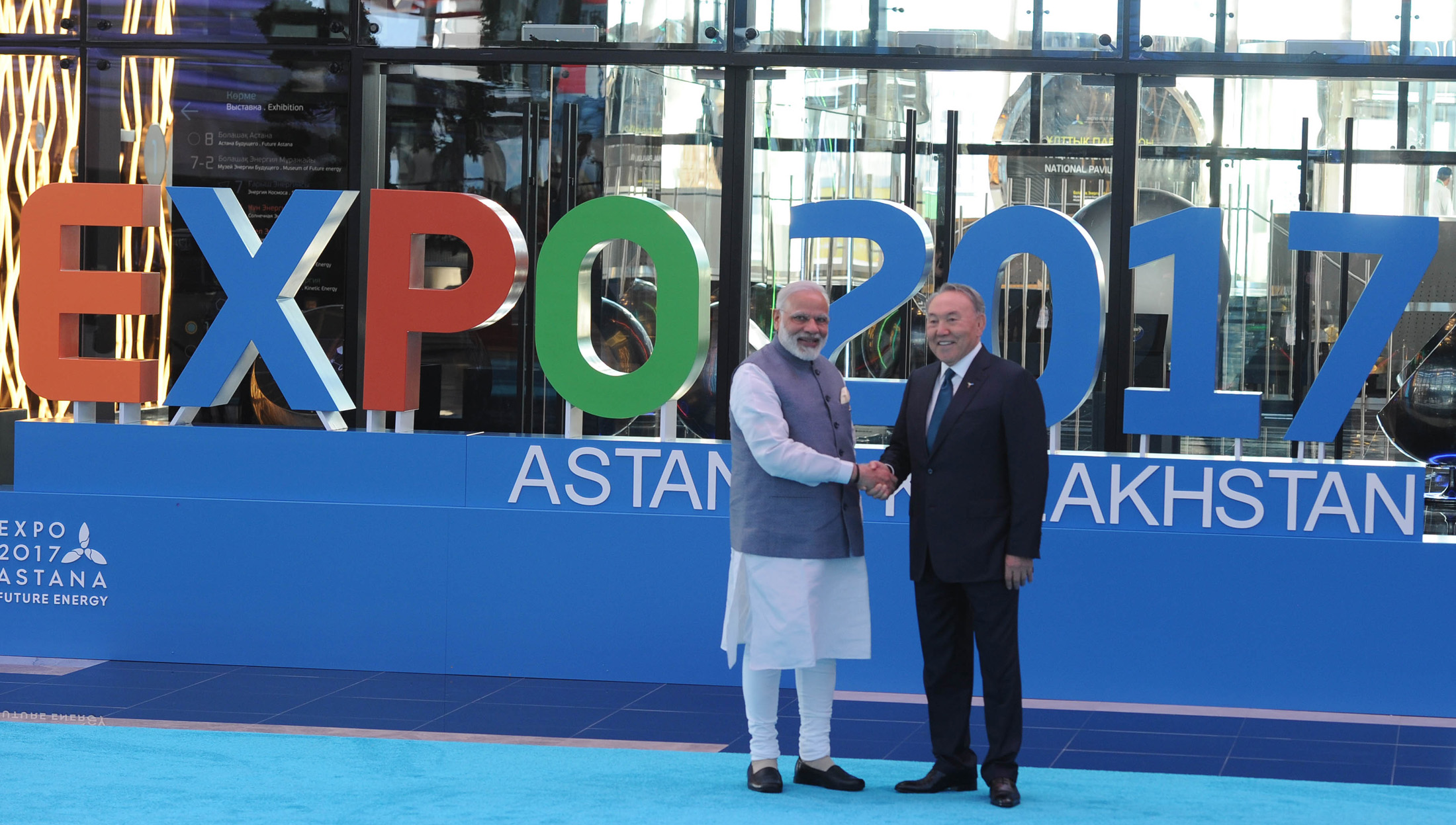
Президент Казахстана Нурсултан Назарбаев и премьер-министр Индии Нарендра Моди в день открытия выставки

Павильоны стран-участниц выставки заняли площадь 47 160 м². В ЭКСПО-2017 приняли участие 115 государств и 22 международных организаций.
Отвечая на вопросы журналистов после открытия президент Казахстана Нурсултан Назарбаев ответил о целях проведения выставки: «ЭКСПО-2017, который мы выиграли среди 166 стран, для Республики Казахстан является очень важным, не буду скрывать, имиджевым проектом. На открытие выставки прибыло 17 глав государств, правительств, корпораций очень много участвует. 115 стран, 22 международные организации, они все принесли свои исключительные инновации, в павильоны этой выставки, и само по себе, сбор таких инноваций должен когда-то выстрелить и служить прогрессу для Казахстана». По словам президента, уже были приняты законы о создании международного финансового центра «Астана», которому впоследствии передали здания бывших павильонов ЭКСПО, здесь также сосредоточились организации в сфере «зелёной» энергетики.
В день закрытия выставки президент страны Нурсултан Назарбаев оценил эффект от её проведения: «Более 1400 предприятий малого и среднего бизнеса получили заказы на поставку товаров и услуг на сумму 640 миллиардов тенге. Заметное оживление получил туристический сектор Казахстана — спрос на услуги туроператоров повысился в 1,8 раза. Количество субъектов предпринимательства в Астане увеличилось более чем на 10 %. Налоги в бюджет столицы от сферы услуг возросли в 1,2 раза. Столица Казахстана оказалась в эпицентре глобального внимания и пристального интереса всего мира».

## Талисман и символ
Маскотами ЭКСПО-2017 выбраны Қуат, Мөлдір и Сəуле.
- Қуат, с каз. — «сила, мощь» — это энергия, получаемая из земли.
- Мөлдір, с каз. — «прозрачность» — это энергия, получаемая из воды.
- Сəуле, с каз. — «лучик» — это энергия, получаемая от солнца.